# Bob Sullivan (Eishockeyspieler)
Robert „Bob“ Sullivan (* 29. November 1957 in Noranda, Québec; † 24. Mai 2018 in Mannheim, Deutschland) war ein kanadischer Eishockeyspieler. Während seiner Karriere spielte er unter anderem für die Hartford Whalers in der National Hockey League. Er war der Cousin des NHL-Stars Steve Sullivan, der aufgrund der Vorbildfunktion von Bob Sullivan ebenfalls die Rückennummer 26 trug.

## Karriere
Sullivan wurde im NHL Amateur Draft 1977 in der siebten Runde an 116. Position von den New York Rangers ausgewählt, nachdem er 45 Tore für Chicoutimi geschossen hatte. Ein Jahr später wurde er erneut im NHL Amateur Draft gezogen. Diesmal sicherten sich die Atlanta Flames in der elften Runde an 180. Stelle seine Rechte.
Nachdem Sullivan 47 Tore für Binghamton in der Saison 1981/82 schoss, gewann er den Dudley „Red“ Garrett Memorial Award, als Rookie des Jahres in der American Hockey League und wurde in das First All-Star Team berufen.
Der linke Außenstürmer spielte in der Saison 1982/83 ein Jahr in der National Hockey League bei den Hartford Whalers und absolvierte 62 Spiele, bei denen er 18 Tore schoss und 19 vorbereitete. Robert „Bob“ Sullivan kam 1984 von den Binghamton Whalers zum HC Bozen.
Später konnte er auch in Europa mehrere Erfolge verzeichnen. In der Saison 1987/88 spielte er in Österreich beim EHC Lustenau. In den Jahren nach 2000 war unter anderem beim EV Lindau am Bodensee als Spielertrainer aktiv. Ab 2007 war Bob Sullivan im Inlinehockey beim ISC Mannheim tätig. Zudem war er Trainer der Damenmannschaft des EC Pfaffenhofen und leitete im Pfaffenhofener Stadion einen Eishockey-Shop.
Er verstarb am 24. Mai 2018 im Alter von 60 Jahren in Mannheim.

## Erfolge und Auszeichnungen
- 1982 AHL First All-Star Team
- 1982 Dudley „Red“ Garrett Memorial Award
- 1985 Italienischer Meister mit dem HC Bozen
- 1989 Niederländischer Meister mit den Rotterdam Panda’s